# Remus (geslacht)
Remus is een geslacht van kevers uit de familie van de kortschildkevers (Staphylinidae).

## Soorten
- Remus corallicola (Fairmaire, 1849)
- Remus filum Kiesenwetter, 1849
- Remus pruinosus (Erichson, 1840)
- Remus sericeus (Holme, 1837)